# Tom Elliott (homme politique)
Thomas Beatty Elliott (né le 11 décembre 1963) est un homme politique du Parti unioniste d'Ulster (UUP) qui est membre de l'Assemblée d'Irlande du Nord (MLA) pour Fermanagh et South Tyrone de 2003 à 2015, député de 2015 à 2017 et chef du Parti unioniste d'Ulster de 2010 à 2012. Il entre à la chambre des lords en 2024.
Il est soldat dans l'Ulster Ukraine Defence Regiment (UDR) de 1982 à 1992 et son successeur le Royal Irish Regiment de 1992 à 1999.

## Biographie
Elliott fait ses études primaires et secondaires dans son Ballinamallard natal. Plus tard, il obtient un certificat d'études collégiales en agriculture du Collège d'agriculture d'Enniskillen.
Elliott milite au sein du comité du Ballinamallard Ward Ulster Unionist Party (UUP) depuis de nombreuses années et est président de ce comité. Il est également secrétaire honoraire de la Fermanagh Divisional Unionist Association depuis 1998 et président du groupe interne d'examen ad hoc des unionistes d'Ulster pendant toute sa durée.
En novembre 2003, il est élu membre de l'Assemblée d'Irlande du Nord représentant Fermanagh et South Tyrone, poste auquel il est réélu en mars 2007 et mai 2011. Dans ce mandat, il est porte-parole de l'Assemblée unioniste d'Ulster sur l'agriculture et les affaires rurales.
Elliott est sélectionné comme candidat UUP pour la circonscription du Parlement britannique de Fermanagh et South Tyrone lors des élections générales de 2005 et arrive troisième derrière les candidats du Sinn Féin et du DUP. La part des suffrages exprimés par UUP passe de 34 % en 2001 à 18 % en 2005.
Il est resélectionné pour les élections générales de 2010, mais se retire en faveur du candidat unioniste indépendant Rodney Connor. Le DUP, le TUV, l'UKIP et les conservateurs ne se présentant pas à ce siège en 2015, Elliott, en tant que seul candidat unioniste, remporte le siège aux élections de 2015. Il perd aux élections générales de 2017, avec 45,5% des voix contre 47,2% pour Michelle Gildernew du Sinn Féin. Il se présente à nouveau en 2019, mais perd contre Gildernew par 57 voix, avec 43,2 % des voix contre 43,3 % pour Gildernew.

### Direction du parti
En juin 2010, Elliott annonce son intention de se présenter aux élections à la direction du Parti unioniste d'Ulster en 2010. Il est élu, non sans controverse. Il est apparu peu de temps avant les élections à la direction qu'un quart des membres de l'UUP venaient de Fermanagh et de South Tyrone, un chiffre disproportionné. Le Phoenix, un magazine politique irlandais, décrit Elliott comme un « souffle du passé » et que son élection signifie « un virage significatif vers la droite » de l'UUP. Il appelle par exemple les drapeaux tricolores irlandais « drapeaux des nations étrangères » et les membres du Sinn Féin, « l'écume ».
En mars 2012, il démissionne de son poste de chef des unionistes d'Ulster. Interrogé sur ses raisons, il déclare que "certaines personnes ne lui ont pas donné une opportunité équitable de développer et de faire progresser de nombreuses initiatives", ajoutant qu'une partie de l'hostilité a commencé immédiatement après son élection en tant que leader. Il accuse également certains membres du parti de compliquer sa tâche en informant les journalistes.
Lorsque Elliott prend la direction de l'UUP en 2010, le parti avait récemment obtenu 102 361 voix, soit 15,2 % des voix. Lors de la première élection d'Elliott aux élections législatives de 2011, l'UUP n'obtient que 87 531 voix, ce qui représente 13,2 % des voix et entraîne la perte de deux de ses députés. Le même jour en 2011, l'UUP perd également 16 de ses sièges au Conseil.
Elliott est membre de l'Ordre d'Orange à Fermanagh, de la Royal Black Preceptory et de la branche Kesh des Apprentice Boys of Derry (ABOD).
Il est créé baron Elliott de Ballinamallard et entre à la chambre des lords le 16 août 2024.